# Tour of Britain 2021
Il Tour of Britain 2021, diciassettesima edizione della corsa e valevole come trentesima prova dell'UCI ProSeries 2021 categoria 2.Pro, si svolse in otto tappe dal 5 al 12 settembre 2021 su un percorso di 1 310,9 km, con partenza da Penzance e arrivo a Aberdeen, nel Regno Unito. La vittoria fu appannaggio del belga Wout Van Aert, il quale completò il percorso in 31h42'22", alla media di 41,345 km/h, precedendo il britannico Ethan Hayter ed il francese Julian Alaphilippe.
Sul traguardo di Aberdeen 94 ciclisti, su 107 partiti da Penzance, hanno portato a termine la competizione.

## Tappe[1]
| Tappa  | Data         | Percorso                                                            | km     | Vincitore di tappa | Leader cl. generale |
| ------ | ------------ | ------------------------------------------------------------------- | ------ | ------------------ | ------------------- |
| 1ª     | 5 settembre  | Penzance > Bodmin                                                   | 191,4  | Wout Van Aert      | Wout Van Aert       |
| 2ª     | 6 settembre  | Sherford > Exeter                                                   | 183,9  | Robin Carpenter    | Robin Carpenter     |
| 3ª     | 7 settembre  | Llandeilo > National Botanic Garden of Wales (cronometro a squadre) | 18,2   | Ineos Grenadiers   | Ethan Hayter        |
| 4ª     | 8 settembre  | Aberaeron > Llandudno                                               | 210    | Wout Van Aert      | Wout Van Aert       |
| 5ª     | 9 settembre  | Alderley Park > Warrington                                          | 152,2  | Ethan Hayter       | Ethan Hayter        |
| 6ª     | 10 settembre | Carlisle > Gateshead                                                | 198    | Wout Van Aert      | Ethan Hayter        |
| 7ª     | 11 settembre | Hawick > Edimburgo                                                  | 194,8  | Yves Lampaert      | Ethan Hayter        |
| 8ª     | 12 settembre | Stonehaven > Aberdeen                                               | 173    | Wout Van Aert      | Wout Van Aert       |
| Totale | Totale       | Totale                                                              | 1310,9 |                    |                     |

## Squadre e corridori partecipanti
| N.    | Cod. | Squadra                |
| ----- | ---- | ---------------------- |
| 1-6   | AFC  | Alpecin-Fenix          |
| 11-16 | DQT  | Deceuninck-Quick Step  |
| 21-26 | IGD  | Ineos Grenadiers       |
| 31-36 | TJV  | Jumbo-Visma            |
| 41-46 | CJR  | Caja Rural-Seguros RGA |
| 51-56 | GBR  | Gran Bretagna          |
| 61-66 | GLC  | Global 6 Cycling       |
| 71-76 | RLY  | Rally Cycling          |
| 81-86 | DHB  | Canyon dhb SunGod      |

| N.      | Cod. | Squadra                     |
| ------- | ---- | --------------------------- |
| 91-96   | ISN  | Israel Start-Up Nation      |
| 101-106 | ARK  | Team Arkéa-Samsic           |
| 111-116 | MOV  | Movistar Team               |
| 121-126 | RWC  | Ribble Weldtite Pro Cycling |
| 131-136 | DSM  | Team DSM                    |
| 141-146 | SPC  | Saint Piran                 |
| 151-156 | TQA  | Team Qhubeka NextHash       |
| 161-166 | SCB  | SwiftCarbon Pro Cycling     |
| 171-176 | TRI  | Trinity Racing              |

## Dettagli delle tappe

### 1ª tappa
- 5 settembre: Penzance > Bodmin –  191,4 km

Risultati
| Pos. | Corridore       | Squadra  | Tempo    |
| ---- | --------------- | -------- | -------- |
| 1    | Wout Van Aert   | Jumbo    | 4h33'36" |
| 2    | Nils Eekhoff    | DSM      | s.t.     |
| 3    | Gonzalo Serrano | Movistar | s.t.     |

| Pos. | Corridore       | Squadra  | Tempo    |
| ---- | --------------- | -------- | -------- |
| 1    | Wout Van Aert   | Jumbo    | 4h33'36" |
| 2    | Nils Eekhoff    | DSM      | a 4"     |
| 3    | Gonzalo Serrano | Movistar | a 6"     |

### 2ª tappa
- 6 settembre: Sherford > Exeter –  183,9 km

Risultati
| Pos. | Corridore       | Squadra     | Tempo    |
| ---- | --------------- | ----------- | -------- |
| 1    | Robin Carpenter | Rally       | 4h45'56" |
| 2    | Ethan Hayter    | Ineos       | a 33"    |
| 3    | Alex Peters     | SwiftCarbon | s.t.     |

| Pos. | Corridore       | Squadra | Tempo    |
| ---- | --------------- | ------- | -------- |
| 1    | Robin Carpenter | Rally   | 9h19'33" |
| 2    | Wout Van Aert   | Jumbo   | a 22"    |
| 3    | Ethan Hayter    | Ineos   | a 26"    |

### 3ª tappa
- 7 settembre: Llandeilo > National Botanic Garden of Wales –  cronometro a squadre – 18,2 km

Risultati
| Pos. | Squadra               | Tempo  |
| ---- | --------------------- | ------ |
| 1    | Ineos Grenadiers      | 20'22" |
| 2    | Deceuninck-Quick Step | a 17"  |
| 3    | Jumbo-Visma           | a 20"  |

| Pos. | Corridore     | Squadra | Tempo    |
| ---- | ------------- | ------- | -------- |
| 1    | Ethan Hayter  | Ineos   | 9h40'21" |
| 2    | Rohan Dennis  | Ineos   | a 6"     |
| 3    | Wout Van Aert | Jumbo   | a 16"    |

### 4ª tappa
- 8 settembre: Aberaeron > Llandudno (Great Orme) –  210 km

Risultati
| Pos. | Corridore          | Squadra    | Tempo    |
| ---- | ------------------ | ---------- | -------- |
| 1    | Wout Van Aert      | Jumbo      | 5h04'22" |
| 2    | Julian Alaphilippe | Deceuninck | s.t.     |
| 3    | Micheal Woods      | Israel     | a 1"     |

| Pos. | Corridore          | Squadra    | Tempo    |
| ---- | ------------------ | ---------- | -------- |
| 1    | Wout Van Aert      | Jumbo      | 4h33'36" |
| 2    | Ethan Hayter       | Ineos      | a 2"     |
| 3    | Julian Alaphilippe | Deceuninck | a 11"    |

### 5ª tappa
- 9 settembre: Alderley Park > Warrington –  152,2 km

Risultati
| Pos. | Corridore       | Squadra | Tempo    |
| ---- | --------------- | ------- | -------- |
| 1    | Ethan Hayter    | Ineos   | 3h33'01" |
| 2    | Giacomo Nizzolo | Qhubeka | s.t.     |
| 3    | Daniel McLay    | Arkéa   | s.t.     |

| Pos. | Corridore          | Squadra    | Tempo     |
| ---- | ------------------ | ---------- | --------- |
| 1    | Ethan Hayter       | Ineos      | 18h17'42" |
| 2    | Wout Van Aert      | Jumbo      | a 8"      |
| 3    | Julian Alaphilippe | Deceuninck | a 19"     |

### 6ª tappa
- 10 settembre: Carlisle > Gateshead –  198 km

Risultati
| Pos. | Corridore          | Squadra    | Tempo    |
| ---- | ------------------ | ---------- | -------- |
| 1    | Wout Van Aert      | Jumbo      | 4h35'56" |
| 2    | Ethan Hayter       | Ineos      | s.t.     |
| 3    | Julian Alaphilippe | Deceuninck | s.t.     |

| Pos. | Corridore          | Squadra    | Tempo     |
| ---- | ------------------ | ---------- | --------- |
| 1    | Ethan Hayter       | Ineos      | 18h17'42" |
| 2    | Wout Van Aert      | Jumbo      | a 4"      |
| 3    | Julian Alaphilippe | Deceuninck | a 21"     |

### 7ª tappa
- 11 settembre: Hawick > Edimburgo –  194,8 km

Risultati
| Pos. | Corridore        | Squadra    | Tempo    |
| ---- | ---------------- | ---------- | -------- |
| 1    | Yves Lampaert    | Deceuninck | 4h39'09" |
| 2    | Matteo Jorgenson | Movistar   | s.t.     |
| 3    | Matthew Gibson   | Ribble     | s.t.     |

| Pos. | Corridore          | Squadra    | Tempo     |
| ---- | ------------------ | ---------- | --------- |
| 1    | Ethan Hayter       | Ineos      | 27h34'32" |
| 2    | Wout Van Aert      | Jumbo      | a 4"      |
| 3    | Julian Alaphilippe | Deceuninck | a 21"     |

### 8ª tappa
- 12 settembre: Stonehaven > Aberdeen –  173 km

Risultati
| Pos. | Corridore      | Squadra    | Tempo    |
| ---- | -------------- | ---------- | -------- |
| 1    | Wout Van Aert  | Jumbo      | 4h07'56" |
| 2    | André Greipel  | Israel     | s.t.     |
| 3    | Mark Cavendish | Deceuninck | s.t.     |

| Pos. | Corridore          | Squadra    | Tempo     |
| ---- | ------------------ | ---------- | --------- |
| 1    | Wout Van Aert      | Jumbo      | 31h42'22" |
| 2    | Ethan Hayter       | Ineos      | a 6"      |
| 3    | Julian Alaphilippe | Deceuninck | a 27"     |

## Evoluzione delle classifiche[2]
| Tappa              | Vincitore          | Classifica generale Maglia blu | Classifica a punti Maglia azzurra | Classifica scalatori Maglia verde | Classifica sprint intermedi Maglia rossa | Classifica a squadre  |
| ------------------ | ------------------ | ------------------------------ | --------------------------------- | --------------------------------- | ---------------------------------------- | --------------------- |
| 1ª                 | Wout Van Aert      | Wout Van Aert                  | Wout Van Aert                     | Jacob Scott                       | Jacob Scott                              | Ineos Grenadiers      |
| 2ª                 | Robin Carpenter    | Robin Carpenter                | Ethan Hayter                      | Jacob Scott                       | Jacob Scott                              | Ineos Grenadiers      |
| 3ª                 | Ineos Grenadiers   | Ethan Hayter                   | Ethan Hayter                      | Jacob Scott                       | Jacob Scott                              | Ineos Grenadiers      |
| 4ª                 | Wout Van Aert      | Wout Van Aert                  | Ethan Hayter                      | Jacob Scott                       | Jacob Scott                              | Ineos Grenadiers      |
| 5ª                 | Ethan Hayter       | Ethan Hayter                   | Ethan Hayter                      | Jacob Scott                       | Jacob Scott                              | Ineos Grenadiers      |
| 6ª                 | Wout Van Aert      | Ethan Hayter                   | Ethan Hayter                      | Jacob Scott                       | Jacob Scott                              | Ineos Grenadiers      |
| 7ª                 | Yves Lampaert      | Ethan Hayter                   | Ethan Hayter                      | Jacob Scott                       | Jacob Scott                              | Deceuninck-Quick Step |
| 8ª                 | Wout Van Aert      | Wout Van Aert                  | Ethan Hayter                      | Jacob Scott                       | Jacob Scott                              | Deceuninck-Quick Step |
| Classifiche finali | Classifiche finali | Wout Van Aert                  | Ethan Hayter                      | Jacob Scott                       | Jacob Scott                              | Deceuninck-Quick Step |

Maglie indossate da altri ciclisti in caso di due o più maglie vinte
- Nella 2ª tappa Nils Eekhoff ha indossato la maglia azzurra al posto di Wout Van Aert.
- Nella 2ª e 3ª tappa Max Walker ha indossato la maglia rossa al posto di Jacob Scott.
- Nella 4ª tappa Rory Townsend ha indossato la maglia azzurra al posto di Ethan Hayter.
- Dalla 4ª all'8ª tappa Robin Carpenter ha indossato la maglia rossa al posto di Jacob Scott.
- Nella 6ª e 7ª tappa Julian Alaphilippe ha indossato la maglia azzurra al posto di Ethan Hayter.

## Classifiche finali

### Classifica generale - Maglia blu
| Pos. | Corridore          | Squadra    | Tempo     |
| ---- | ------------------ | ---------- | --------- |
| 1    | Wout Van Aert      | Jumbo      | 31h42'22" |
| 2    | Ethan Hayter       | Ineos      | a 6"      |
| 3    | Julian Alaphilippe | Deceuninck | a 27"     |
| 4    | M. Frølich Honoré  | Deceuninck | a 41"     |
| 5    | Michael Woods      | Israel     | a 1'00"   |
| 6    | Rohan Dennis       | Ineos      | a 1'14"   |
| 7    | Daniel Martin      | Israel     | a 1'16"   |
| 8    | Kristian Sbaragli  | Alpecin    | a 1'43"   |
| 9    | Mark Donovan       | DSM        | a 2'04"   |
| 10   | Carlos Rodríguez   | Ineos      | a 2'07"   |

### Classifica a punti - Maglia azzurra
| Pos. | Corridore          | Squadra    | Punti |
| ---- | ------------------ | ---------- | ----- |
| 1    | Ethan Hayter       | Ineos      | 81    |
| 2    | Wout Van Aert      | Jumbo      | 69    |
| 3    | Julian Alaphilippe | Deceuninck | 58    |
| 4    | Gonzalo Serrano    | Movistar   | 35    |
| 5    | Kristian Sbaragli  | Alpecin    | 34    |

### Classifica scalatori - Maglia verde
| Pos. | Corridore       | Squadra    | Punti |
| ---- | --------------- | ---------- | ----- |
| 1    | Jacob Scott     | Canyon     | 66    |
| 2    | Nicolas Sessler | Global 6   | 32    |
| 3    | Rory Townsend   | Canyon     | 30    |
| 4    | Robin Carpenter | Rally      | 29    |
| 5    | Tim Declercq    | Deceuninck | 24    |

### Classifica sprint intermedi - Maglia rossa
| Pos. | Corridore       | Squadra     | Punti |
| ---- | --------------- | ----------- | ----- |
| 1    | Jacob Scott     | Canyon      | 26    |
| 2    | Robin Carpenter | Rally       | 14    |
| 3    | Rory Townsend   | Canyon      | 9     |
| 4    | Michał Paluta   | Global 6    | 6     |
| 5    | Leon Mazzone    | Saint Piran | 6     |

### Classifica a squadre
| Pos. | Squadra               | Tempo     |
| ---- | --------------------- | --------- |
| 1    | Deceuninck-Quick Step | 94h28'34" |
| 2    | Ineos Grenadiers      | a 23"     |
| 3    | Team DSM              | a 3'23"   |
| 4    | Team Arkéa-Samsic     | a 3'44"   |
| 5    | Alpecin-Fenix         | a 3'52"   |